# Coordinadora Nacional de Trabajadores de la Educación

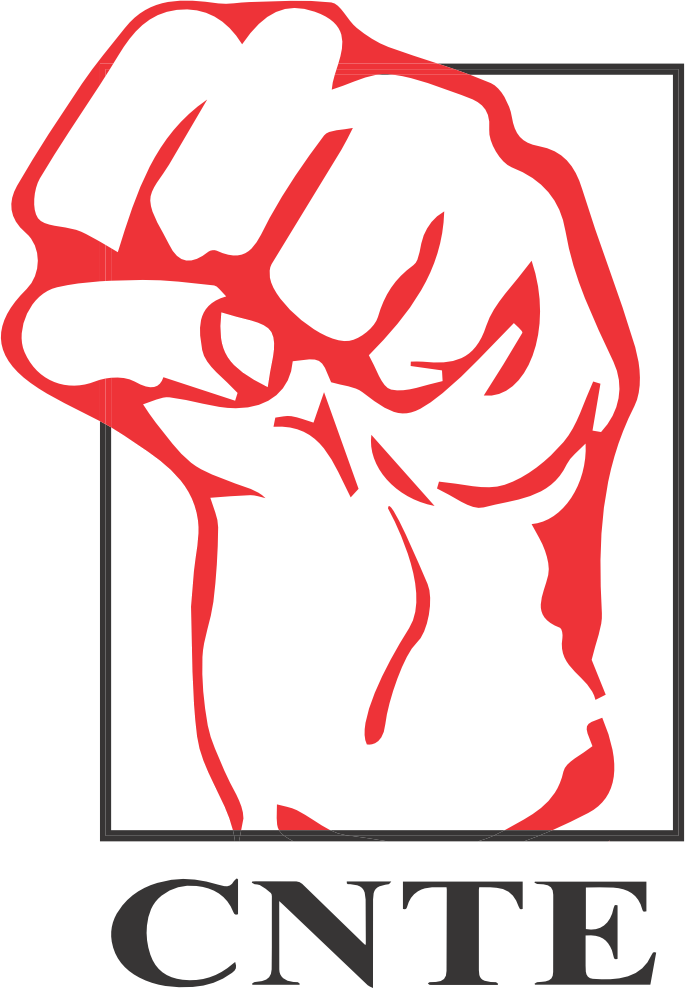
Logotipo CNTE.

La Coordinadora Nacional de Trabajadores de la Educación (CNTE) es una organización sindical mexicana que se creó el 17 de diciembre de 1979 como una alternativa de afiliación al Sindicato Nacional de Trabajadores de la Educación (SNTE) por grupos de maestros disidentes del SNTE del sur del país.
En la jornada de movilizaciones magisteriales de abril de 1989, la CNTE fue pieza clave para la destitución del entonces dirigente del SNTE, el priista Carlos Jonguitud Barrios por mal ejercicio de sus funciones al frente de este sindicato. Sin embargo, el mismo día que el exgobernador de San Luis Potosí presentó su renuncia a Carlos Salinas de Gortari el presidente de la república nombró a Elba Esther Gordillo Morales al frente del Sindicato de Trabajadores de la Educación.
Durante más de 30 años, la Coordinadora, autodenominada grupo disidente, se ha pronunciado públicamente a favor de la democratización del SNTE, exigiendo el voto universal para elegir al dirigente nacional, derecho al que actualmente gozan los trabajadores de la educación por la reforma laboral del 2020, impulsados por el presidente Andrés Manuel López Obrador. Asimismo, la Coordinadora se ha caracterizado como un grupo político en el interior del sindicato, opuesto al control del grupo liderado por Elba Esther Gordillo, presa del 2013 hasta fines del 2018, por las denuncias de corrupción en su contra que la Coordinadora realizó en los últimos cuatro sexenios. 
El 28 de febrero de 2013 el gobierno de Enrique Peña Nieto reconoció como presidente del SNTE al principal asesor en asuntos jurídicos, laborales y gremiales de la exlideresa magisterial, Juan Díaz de la Torre, quien también estaba denunciado por la CNTE por colusión en los casos de corrupción y mal manejo de cuotas sindicales.
Durante el periodo de agosto a octubre de 2013 el grupo organizó marchas y plantones en la Ciudad de México y en varios estados del país, con el fin de protestar en contra de la Reforma Educativa. Así mismo se sumó en las diferentes entidades donde se encuentra, al margen de protestas por el hecho de Desaparición forzada en Iguala de 2014 contra los estudiantes de la Escuela Normal Rural de Ayotzinapa, junto con diferentes organizaciones y escuelas de todo el País.
En su Sección IX Democrática México, D. F., presta espacio para el trabajo de la Coordinadora Nacional Estudiantil (CNE) sección metropolitana, organización que se conformó el 30 de noviembre de 2014.

## Movilizaciones en 2015
La secretaría de Gobernación termina el diálogo con esta dependencia con la condición de que regresen a trabajar todos los profesores que se encuentran en el plantón. 
Algunas de sus peticiones por parte de la CNTE
- Abrogación a las reformas estructurales, principalmente la educativa.
- Formalización de la relación entre CNTE - Gobierno.
- Garantía de estabilidad laboral.
- Democracia sindical.
- Educación gratuita.
- Incremento en la matrícula de las normales.
- Asignación automática de plazas a los egresados.
- 100% de aumento salarial.
- Fortalecimiento en la seguridad social.
- Que la suprema corte responda a los amparos de los maestros.[6]